# Dark Tower
Dark Tower o The Dark Tower (titoli usati rispettivamente sulle confezioni e sullo schermo) è un videogioco a piattaforme pubblicato nel 1984 per Commodore 64 e nel 1985 per Commodore 16 dalla Melbourne House. Sempre nel 1985, con il titolo Forbidden Tower, l'azienda londinese Atlantis Software pubblicò una versione per il Commodore VIC-20, computer che era ormai alla fine della sua vita commerciale. Tutte le tre versioni sono accreditate al programmatore Robert Henderson.
Il protagonista del gioco è una specie di uovo con le gambe e deve affrontare schermate fisse che richiedono movimenti precisi e calcolati. Dark Tower ricevette recensioni variabili dalla stampa, in ogni caso veniva considerato poco originale e simile a classici come Manic Miner o Jet Set Willy.

## Modalità di gioco
Il giocatore controlla il principe Harry, che è stato trasformato dal guardiano della torre in una creatura tondeggiante e inerme, simile a un uovo azzurro con gli occhi e le gambe. Harry deve affrontare le varie stanze della torre, ciascuna una diversa schermata con visuale bidimensionale di lato, per raccogliere tutti i gioielli, rappresentati da croci rosse. I controlli sono limitati a camminare a destra e sinistra, andare su e giù su scale verticali e saltare.
Le stanze sono costituite da piattaforme in muratura e possono contenere anche scale a pioli, piattaforme inclinate percorribili solo in giù, corde dondolanti a cui aggrapparsi, corde fisse che spingono automaticamente Harry in su o in giù, punte letali fisse o che si abbassano al passaggio. I nemici sono di vari tipi, hanno l'aspetto di robot o di strani oggetti animati e si muovono sempre ripetitivamente lungo percorsi fissi. Harry perde una vita se tocca un nemico o una punta o se cade da un'altezza eccessiva. Spesso sono necessari movimenti molto precisi per superare ogni ostacolo e si deve trovare la giusta sequenza di azioni per risolvere la stanza.
Ogni stanza può avere più uscite verso altre stanze, su tutti i quattro lati. Per completare una stanza si devono raccogliere tutti i gioielli presenti, ma non è obbligatorio farlo per poter uscire. Si riceve un bonus di punteggio crescente se si completa una stanza senza perdere vite e senza mai lasciarla. Dopo la prima partita si può scegliere se ricominciare dall'inizio oppure dall'ultima stanza raggiunta, ma i gioielli vanno comunque raccolti di nuovo in tutte.
Secondo quanto dichiarato dal produttore ci sono in tutto 28 stanze su Commodore 64 (ma in base al finale su vazcomics.org sembrerebbero 26) e 27 su Commodore 16.
Nella versione Commodore 64, all'uscita da ogni stanza completata viene rivelata una lettera segreta; le lettere servono a risolvere un rompicapo finale. Le prime 500 persone che avessero spedito la soluzione corretta al produttore avrebbero ricevuto in omaggio un altro videogioco della Melbourne House a scelta.
La versione Commodore 64 è anche l'unica dotata di musica di sottofondo. Utilizza inoltre un fast loader chiamato Pavloda.
La versione VIC-20 si svolge in stanze diverse rispetto alle altre due versioni, ma almeno alcune stanze hanno struttura simile.